# Bani Yas (P110)
El Bani Yas (P110) es una corbeta de la clase Gowind de la marina de guerra de los Emiratos Árabes Unidos.
Es parte de una compra de dos corbetas Gowind de EAU. Fue construida por Naval Group en el astillero de Lorient (Francia), siendo botado el casco en 2021. Su gemelo es la Al Emarat. Ambas serán equipadas con el misil superficie-aire MBDA MICA.